# Melle
Melle er en by og en kommune med godt 45.800 indbyggere (2013), beliggende i den sydøstlige del af Landkreis Osnabrück, i den tyske delstat Niedersachsen. Den er den største by og kommune i landkreisen, og ligger omtrent midt Osnabrück (25 km mod vest), Herford (25 km mod øst) og Bielefeld (25 km mod syd), mellem Wiehengebirge mod nord, og Teutoburger Wald mod syd.
Bydelene Buer, Bruchmühlen, Riemsloh, Neuenkirchen og Wellingholzhausen grænser til delstaten Nordrhein-Westfalen.

## Geografi
Melle ligger i en dal 76 moh., mellem Wiehengebirge mod nord og Teutoburger Wald mod syd, omkring 25 km fra storbyerne Osnabrück (Niedersachsen) og Bielefeld (Ostwestfalen) ved A 30 (Amsterdam–Berlin). Lufthavnen Münster-Osnabrück ligger omkring 60 km væk.
I bydelen Wellingholzhausen har floden Hase sit udspring. Som en af kun to flodbifurkationer (floddelinger) i Tyskland, drejer floden Else i bydelen Gesmold af fra floden Hase. Else løber videre gennem Gesmold mod øst gennem centrum af Melle og Bruchmühlen og efter 35 kilometer ud i Werre der senere munder ud i Weser. Hase forlader Stadt Melle mod Osnabrück mod nordvest. Den munder ud i Ems ved Meppen. Med en længde på 189 kilometer er Hunte, efter Aller den næstlængste biflod til Weser. Kildeområdet ligger mellem bydelene Oldendorf og Buer og ligger i naturparken TERRA.vita.
Ved Oldendorfer i bydelen Oberholsten ligger det 232,5 meter høje Moselerberg i Wiehengebirge der er det højeste punkt i kommunen Melle. Diedrichsberg (220 m) med borgen Diedrichsburg er det højestei Meller Berge, en udløberhøjde fra Wiehengebirge, og et godt udsigtspunkt ved Oldendorf. I Wellingholzhausen ligger det 220 m høje Beutling, hvor et areal på 42,8 ha siden 1937 har været Naturbeskyttelsesområde. PÅ toppen er der det 30 m højt udsigtstårn.
Der laveste punkt i Melle kommune er i Ascherbruch med 63,3 moh.

### Nabokommuner
Melle grænser til ti byer og kommuner. Begyndende i nord er det: Preußisch Oldendorf i Kreis Minden-Lübbecke, Rödinghausen, Bünde og Spenge i Kreis Herford, Werther (Westfalen), og Borgholzhausen i Kreis Gütersloh alle i delstaten Nordrhein-Westfalen, samt Dissen, Hilter, Bissendorf og Bad Essen i Landkreis Osnabrück.

### Inddeling
Nutidens by og kommune Melle blev dannet 1. juli 1972 af Landkreis Melle ved sammenlgning af alle tidligere kommuner og samgemeinder. Fra da af er kommunen med 254 km² den arealmæssigt tredjestørste i Niedersachsen efter Neustadt am Rübenberge og Walsrode. Melle består af otte bydele somigen er delt i mindre landsbydele, hvis grænser følger kommunegrænserne i den tidligere landkreis.
| Bydel             | Areal (i km²) pr. 1. januar 2011  | Indbyggere pr. 31. december 2011 | Inddeling af Melle |
| ----------------- | --------------------------------- | -------------------------------- | ------------------ |
| Melle-Mitte       | 46,48 (Stand 31.12.1984)          | 18.781                           | Inddeling af Melle |
| Buer              | 24,0; 47,51 (Stand 31.12.1984)    | 4.948                            | Inddeling af Melle |
| Bruchmühlen       | 10,54 (Stand 31.12.1984)          | 2.741                            | Inddeling af Melle |
| Gesmold           | 28,7; 19,98 (Stand 31.12.1984)    | 3.312                            | Inddeling af Melle |
| Neuenkirchen      | 33,96 (Stand 31.12.1984)          | 4.883                            | Inddeling af Melle |
| Oldendorf         | 24,0; 25.38 (Stand 31.12.1984)    | 4.784                            | Inddeling af Melle |
| Riemsloh          | 28,7                              | 3.530                            | Inddeling af Melle |
| Wellingholzhausen | 41,12                             | 4.751                            | Inddeling af Melle |
| Gesamt            | 254,00; 254,02 (Stand 31.12.1984) | 47.730                           | Inddeling af Melle |